# فيريا (مسلسل)
فيريا (بالإنجليزية: Feria) هو مسلسل فنتازيا إسباني على نتفليكس، الموسم الأول سيتكون من 8 حلقات كل حلقة مدتها حوالي 50 دقيقة.بدأ تصوير المسلسل في يوم 16 نوفمبر 2020.